# Pelasgus epiroticus
Pelasgus epiroticus é uma espécie de peixe actinopterígeo da família Cyprinidae.
Apenas pode ser encontrada na Albania, Grécia e República da Macedónia.
Os seus habitats naturais são: lagos de água doce.
Está ameaçada por perda de habitat.